# Earle Page
Pour les articles homonymes, voir Page.
Earle Christmas Grafton Page (8 août 1880–20 décembre 1961) est un homme politique australien qui est le onzième Premier ministre d'Australie et qui est encore à l'heure actuelle, derrière Billy Hughes, le parlementaire ayant siégé le plus longtemps au Parlement australien du 13 décembre 1919 au 9 décembre 1961 soit 39 ans et 361 jours.

## Biographie
Page est né à Grafton et fait ses études à Sydney où il obtient son diplôme de Médecine en 1901. Il exerce à Sydney avant de s'engager dans l'armée australienne comme médecin militaire pendant la Première Guerre mondiale où il sert en Égypte. Après la guerre il s'installe comme fermier et est élu maire de Grafton.
In 1919 Page est élu député de Cowper en tant que candidat de l'"Association des Fermiers et des Colons" ("the Farmers and Settlers Association") de Nouvelle-Galles du Sud qui devient le "Country Party" en 1920. Il devient chef du parti en 1921. Le désaccord avec la politique agricole du gouvernement de Billy Hughes est une des principales raisons de la création de ce parti et quand, aux élections de 1922, celui-ci est assez fort pour être indispensable à la formation d'une majorité gouvernementale, Page demande et obtient la démission d'Hughes comme condition à son soutien à un gouvernement Nationaliste.
Page devient ministre des Finances du gouvernement Bruce-Page, un poste qu'il occupe jusqu'en 1929. Il est un ardent défenseur d'une politique conservatrice et très orthodoxe d'un point de vue financier sauf quand le bien-être des fermiers est menacé; il est heureux de voir le gouvernement dépenser son argent en même temps qu'il se montre un partisan convaincu de droits de douane élevés à l'entrée du pays pour protéger les petites industries australiennes.
Quand la majorité gouvernementale Bruce-Page est battue par le parti travailliste en 1929, Page passe dans l'opposition. En 1931 Joseph Lyons est capable de former un gouvernement sans l'aide du Country Party. En 1934, cependant, il a besoin d'une coalition pour une majorité parlementaire et Page devient Ministre du Commerce. Lorsque Lyons meurt subitement en 1939, le gouverneur général, Lord Gowrie, charge Page d'assurer les fonctions de Premier Ministre. Il occupe le poste pendant trois semaines (du 7 au 29 avril 1939), le temps que l'"United Australian Party" -UAP- (le parti qui deviendra le parti libéral en 1945) désigne son nouveau leader.
Page se sent très proche de Lyons mais il n'aime pas Robert Menzies, son second, que Page estime avoir été déloyal envers Lyons. Quand Menzies est élu à la tête de l'UAP, Page refuse de participer à son gouvernement et porte publiquement une attaque personnelle contre lui en pleine Chambre des Députés, l'accusant de couardise pour ne pas s'être engagé pendant la Première Guerre mondiale. Le parti de Page n'accepte pas le comportement de son chef et il est remplacé par Archie Cameron.
Page et Menzies oublient leurs différends pour pouvoir se consacrer au nouvel effort de guerre et Page revient au gouvernement. Cependant les accusations de Page n'ont pas été oubliées et certains députés de l'opposition, notamment Eddie Ward, se chargent de temps en temps de les rappeler. En 1941, le gouvernement Menzies est renversé et Page passe les huit ans des gouvernements travaillistes de John Curtin et Ben Chifley sur les bancs de l'opposition. En 1949 Menzies revient au gouvernement et Page devient ministre de la Santé, poste qu'il occupe jusqu'en 1956, alors qu'il a 76 ans, pour redevenir simple député.
Page refuse de se retirer du Parlement et se représente aux élections de 1961 alors qu'il a 81 ans et qu'il est atteint d'un cancer aux poumons et incapable de mener campagne. Il est battu et perd le siège qu'il a occupé pendant près de 42 ans. Mais le jour des élections, il est déjà dans le coma et il meurt quelques jours plus tard sans avoir repris conscience. Il est encore à l'heure actuelle le député qui a représenté le plus longtemps la même circonscription au parlement australien.
Page est le premier chancelier de l'Université de Nouvelle-Angleterre qui a été créée en 1954. Un quartier de Canberra porte son nom.
Son petit-fils, Donald Page, est actuellement député au Parlement de Nouvelle-Galles du Sud et occupe le poste de second du parti national de 2003 à 2007.